# Marie Dauguet
Vous lisez un « bon article » labellisé en 2022.
Marie Dauguet, née Julie Marie Aubert le 2 avril 1860 à Aillevillers-et-Lyaumont et morte le 10 septembre 1942 à Ville-d'Avray, est une poétesse française.
Elle jouit d'une éducation libre et grandit en pleine nature, dans les premiers contreforts des Vosges, passant son temps à étudier la botanique et tout ce qui l'entoure, à peindre et à jouer de la musique. À travers le voile, son premier recueil publié en 1902, est remarqué par Stuart Merrill qui compare la poétesse à Verlaine et la met en avant comme l'une des principales figures du renouveau poétique de la Belle Époque, avec Lucie Delarue-Mardrus et Anna de Noailles. Après avoir publié des poèmes dans plusieurs revues littéraires, Dauguet publie en 1904 Par l'Amour, qui remporte le prix Archon-Despérouses en 1905. Sa préface, rédigée par Remy de Gourmont, forge son image de « poète de la nature » que cultivent les critiques par la suite.
Pendant environ une décennie, bien que vivant à l'écart de Paris, Dauguet occupe une place importante sur la scène littéraire et fait l'objet de notices dans plusieurs anthologies. Jouissant d'une certaine popularité, elle est aussi dénigrée pour son emploi du vers libre et de mots de patois. Après les Clartés (1907), qui montrent sa volonté de paraître comme une lettrée contrairement à l'image de « poète paysanne » qu'entretient la critique, ses recueils Les Pastorales (1909) et L'Essor victorieux (1911) oscillent entre paganisme et érotisme. Ayant bénéficié de l'engouement pour la « poésie féminine » du début du siècle, son succès faiblit en même temps que la critique se désintéresse des poétesses. Éclipsée par le succès d'autres figures auxquelles elle est souvent comparée, comme Delarue-Mardrus et Anna de Noailles, elle publie encore deux recueils, Ce n'est rien, c'est la Vie en 1924 et Passions en 1938, où l'amour de vivre de ses débuts laisse la place à la déception et la mélancolie. Aujourd'hui largement oubliée, elle fait l'objet de quelques rares études.
Assimilée tantôt au symbolisme, tantôt au naturisme littéraire, un mouvement prônant la simplicité et l'amour de la nature, Dauguet rejette elle-même toute appartenance à une école. Les thèmes qu'elle aborde et son mode de vie la rapprochent de Francis Jammes, qu'elle admet admirer mais qu'elle nie avoir imité. Dans ses évocations de la nature apparaît une vision panthéiste du monde, qu'elle ressent comme un tout. Au fil de ses recueils, elle personnifie la nature comme une amante, usant à partir de Pastorales de métaphores ouvertement sensuelles. Une des caractéristiques les plus représentatives de sa poésie est son emploi d'images « odorales », un terme inventé pour elle par Remy de Gourmont et régulièrement employé par la suite pour décrire la précision avec laquelle elle évoque les odeurs de la nature.

## Biographie

### Jeunesse et premiers poèmes (1860-1902)
Julie Marie Aubert naît le 2 avril 1860 à la Chaudeau, lieu-dit à Aillevillers-et-Lyaumont, en Haute-Saône, de Louis-Ferdinand Aubert, directeur de tréfilerie, et Pauline Rose Charlotte Hamelin. En 1875, son père achète le lieu-dit Le Beuchot, à Hautevelle,. Elle grandit entourée de ses parents, qui lui donnent le goût des arts. Le 5 juillet 1881, elle épouse Henri Dauguet, qui succède à son père aux forges de la Chaudeau. C'est un ami d'enfance, qu'elle décrit comme « d'esprit cultivé » et « ouvert à tout ce que je formulais de ma pensée ou de mes rêves ». Le couple a une fille, Suzanne Pauline, née le 6 avril 1882 et morte en 1957,.
Dans son enfance, elle jouit d'une éducation libre et vit entourée par la nature, qui devient dès lors un sujet d'étude pour elle. Elle écrit à Alphonse Séché, pour l'anthologie de poétesses qu'il publie en 1908 : « J'ai gaspillé beaucoup de temps en dilettantismes divers, allant de la physiologie à la botanique ; intéressée par les plantes, les bêtes, tout ce qui est la vie ; partageant mes heures entre les champs, les jardins, les étables, la peinture, la musique et les livres. » Un premier livre publié en 1897, La Naissance du Poète, passe inaperçu. Elle écrit, un jour d'hiver 1899, son premier poème, Le Bon Rouet, et constitue par la suite son premier recueil, À travers le voile,. Elle continue à peindre et jouer de la musique, admirant notamment Frédéric Chopin, et conçoit la plupart de ses poèmes au piano avant de les écrire.

### Le succès (1902-1914)

#### À travers le voileet publications dans la presse

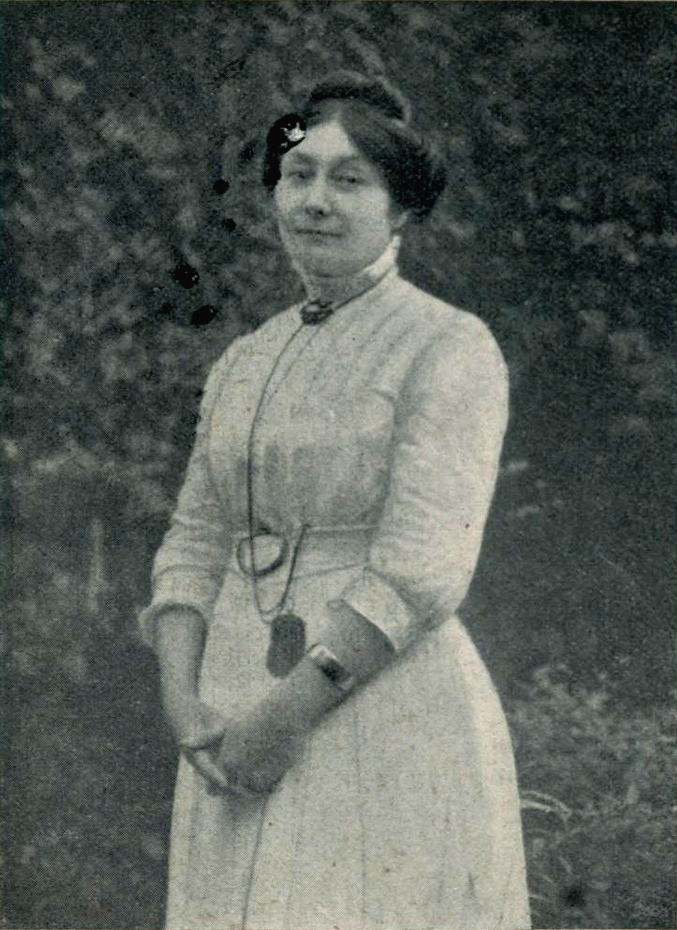
Portrait de Marie Dauguet paru dans Les Muses françaises d'Alphonse Séché (1908).

Dauguet publie son premier recueil, À travers le voile, en 1902, à peine quelques années après l'apparition du naturisme littéraire, fondé par Maurice Le Blond et Saint-Georges de Bouhélier. Ce mouvement rejette le symbolisme et prône la simplicité, la sincérité, l'amour de la vie et de la nature ; autant de qualités que Stuart Merrill attribue aux poétesses dont il commente les travaux, dans un article paru dans La Plume en 1903. Les poétesses, laissées pour compte dans les années 1880 et 1890, font l'objet vers 1900 d'un certain intérêt de la critique, qui les loue ou les blâme,. L'article de Merrill est l'un des premiers à leur donner une visibilité accrue. Marie Dauguet compte parmi les principales figures de ce qu'on appelle alors le « lyrisme féminin », avec Lucie Delarue-Mardrus, Marie de Heredia, Anna de Noailles et Renée Vivien, ou les moins connues Hélène Picard, Marie Krysinska, Marguerite Burnat-Provins et Marie Closset,. Souvent citée dans la presse littéraire, elle est moins mise en avant que Delarue-Mardrus et Anna de Noailles, bien qu'elle soit parfois considérée comme leur égale. Au sujet de Dauguet, Merrill juge qu'« un grand et vrai poète nous est né », et compare son poème Les Croix à Ô mon Dieu, vous m'avez blessé d'amour de Verlaine. La Plume publie par la suite plusieurs poèmes de Dauguet, de même que La Fronde, L'Ermitage ou le Mercure de France. Le Mercure de France, revue à l'origine symboliste, évolue au cours des années 1890 et accueille, entre 1896 et 1904, des tendances poétiques plus variées. On y lit des poèmes d'Isabelle Crombez, Lucie Delarue-Mardrus, Francis Jammes ou Paul Fort. Plusieurs des poèmes de Dauguet publiés dans la presse en 1903 sont inclus dans le recueil Par l'Amour, qui assure à Dauguet un succès croissant.

#### Succès dePar l'Amour
Par l'Amour, publié en 1904, est préfacé par un des fondateurs du Mercure du France, Remy de Gourmont,. Les articles qu'il consacre à Dauguet et plus encore sa préface participent grandement à lui forger une image de « poète de la nature »,. Ce soutien affiché de Remy de Gourmont, personnalité en vue dans les milieux littéraires, assure le succès à Dauguet, qui vit pourtant éloignée de Paris. Par l'Amour remporte le prix Archon-Despérouses de l'Académie française en 1905, ce qui permet à la poétesse d'être souvent mentionnée par les critiques littéraires, qui la comparent généralement à Delarue-Mardrus et Anna de Noailles. Un critique anonyme du journal Les Arts de la vie dresse un panthéon de poétesses, où Dauguet est associée à Alfred de Vigny. Pour sa part, Dauguet déclare n'imiter que Ronsard, et puiser ses sources dans les poèmes de Francis Jammes, Marceline Desbordes-Valmore, Henri de Latouche, Sainte-Beuve et dans les chants populaires. Si elle jouit d'une certaine visibilité, elle est aussi critiquée négativement pour son emploi du vers libre, de mots de patois, d'expressions surannées ou au contraire de néologismes.

À l'issue d'un voyage en Italie, durant lequel elle visite Rome, Venise et Naples, elle publie un récit de son voyage, Clartés (1907). Alternant vers et prose, elle y évoque son vertige devant des siècles d'Histoire :

« L'âme est remuée, les sens éblouis et chancelants. Le passé, resurgi, se formule. Tant d'exemplaires d'humanité d'une splendeur unique, jamais reproduite, ont traversé cet air que je respire, où je m'essaie à ressaisir leurs contours, leurs reflets fuyants... »

— Clartés
Si Émile Faguet regrette dans son compte-rendu des Clartés un « paganisme de pacotille », Jean de Gourmont y souligne un autre aspect de la poétesse, qui n'est plus seulement poète de la nature mais livre des avis de critique d'art. Contrairement au portrait forgé par Remy de Gourmont, Dauguet tient à paraître comme une intellectuelle, cultivée et lettrée, et à être une figure de l'élite féminine de la Belle Époque.

#### Les Pastoralesd'une «poète panthéiste»
Après la publication des Pastorales, dédiées à Virgile, en 1909, la critique définit de plus en plus Dauguet par son panthéisme,. Ses poèmes oscillent entre paganisme, mysticisme et érotisme (qui met parfois mal à l'aise les critiques), et permettent difficilement de la classer. Elle est considérée comme une grande poétesse, mais souvent jugée inférieure à Anna de Noailles et Hélène Picard, et son usage du vers libre est toujours mal vu.
En 1911, Dauguet publie L'Essor victorieux, où elle met à l'honneur une nouvelle fois son amour pour la nature. Son livre fait l'objet de critiques plus ou moins positives : « œuvre d'art et de passion qui classe son auteur au premier rang de nos poétesses et même de nos poètes » pour La Liberté, Marie Dauguet a « une sensibilité plus profonde [qu'Hélène Picard] » mais « son expression reste presque toujours imparfaite » pour Le Temps. La critique place ce livre sous le signe de Baudelaire et Nietzsche. Difficile à classer comme les autres poétesses, Dauguet est considérée comme une exception par certains critiques, qui la décrivent avec des caractéristiques masculines. Pour un critique de Comœdia, il n'y a « Rien de féminin dans [L'Essor victorieux] : c'est une œuvre de beauté virile presque inconcevable sous la plume d'une femme »,. Thilda Harlor, au contraire, profite d'un compte-rendu d’À travers le voile dans La Fronde pour défendre Dauguet, à la fois poète et femme, et Héra Mirtel voit dans l’Essor victorieux la victoire de la beauté et de la pureté féminines. Selon Norman R. Shapiro, le poème Je voudrais qu'on m'aime, écrit à la première personne et au masculin, montre la volonté de Dauguet d'être considérée seulement pour son art, sans considération pour son genre. Dauguet fait l'objet de notices dans neuf anthologies publiées entre 1906 et 1914.

### L'oubli (1914-1942)
Au-delà de 1910, bien que les poétesses publient toujours, le « lyrisme féminin » a perdu l'attrait de la nouveauté et perd en visibilité dans la critique,. En 1914, Alphonse Séché cite Dauguet parmi les meilleurs poètes de son temps, aux côtés d'Émile Verhaeren, Henri de Régnier, Francis Jammes, Louis Le Cardonnel, Fernand Gregh, Paul Claudel, Anna de Noailles et Hélène Picard. Quelques-uns de ses poèmes sont mis en musique mais, après ses premiers succès favorisés par les critiques de Remy de Gourmont et ses publications dans la presse, elle tombe peu à peu dans l'oubli.

En 1924, elle publie un nouveau livre, Ce n'est rien, c'est la Vie, qui fait l'objet de critiques positives d'Henri de Régnier dans Le Figaro et d'André Fontainas dans le Mercure de France. Régnier, alors membre de l'Académie française, regrette que Dauguet « n'occupe pas en poésie le rang qu'elle mérite ». Pour Fontainas, il n'y a « jamais une mièvrerie dans l'art robuste, sain, éclatant de sève et magnifique de Mme Dauguet ». Il la décrit alors comme vivant à l'écart, retirée dans la campagne, « étrangère aux compétitions mesquines [...] de notre malheureux monde littéraire ». Dans le dernier recueil de Dauguet, Passions, qui paraît en 1938, les thèmes de la mort et de la déception face à la vie se font plus présents :

« Jadis je n'étais rien qu'une émanation,
Disais-je en t'attirant, Néant, contre mon âme,
Ne pourrais-tu percer ma chair de quelque lame ?
Sors-moi donc de la vie, cette damnation ! »

— Et je priais tout bas
Le recueil compte encore de nombreux poèmes dédiés à la nature, mais aussi une partie d'inspiration chrétienne, « Seigneur, nous sommes vraiment très mal sur la Terre ». Passions fait l'objet d'une nouvelle critique dans le Mercure de France, mais Fontainas est cette fois déçu, regrettant « un penchant à adultérer la pureté de ses visions champêtres, florales, sylvestres, par un désir de monter à des pensées plus générales, à l'expression de conclusions philosophiques ».
Après la mort de son mari en 1924, elle s'installe à Enghien-les-Bains (actuel Val-d'Oise). Elle meurt le 10 septembre 1942 dans une maison de retraite à Ville-d'Avray,.

## Postérité

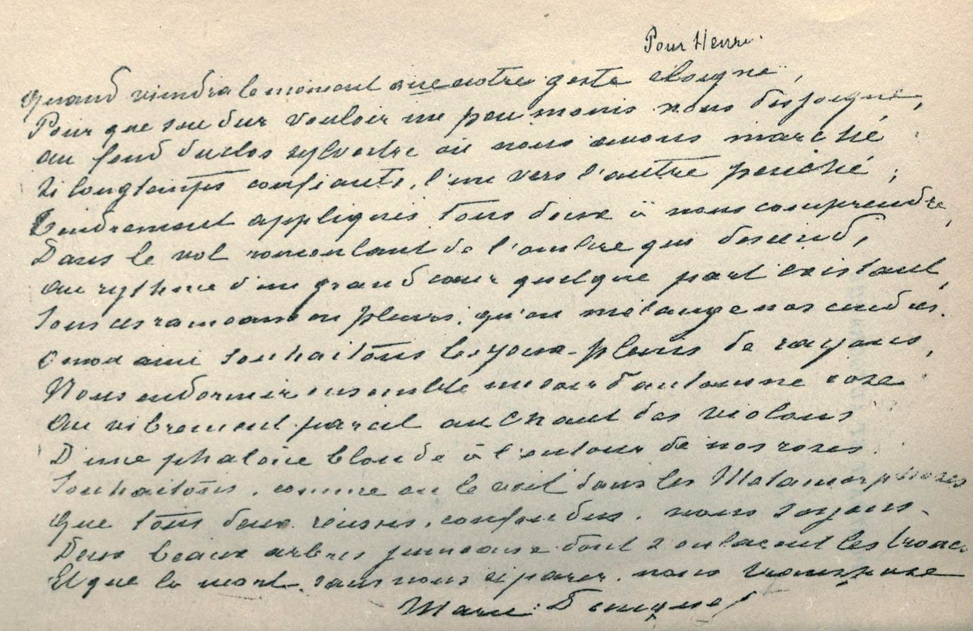
Dédicace de Marie Dauguet dans Muses d'aujourd'hui de Remy de Gourmont (1910).

Assez connue de son vivant, notamment grâce aux articles qui lui sont dédiés dans le Mercure de France, Dauguet est le sujet de quelques études au début du XXe siècle, puis tombe dans l'oubli. Les éléments biographiques la concernant sont surtout connus grâce à des articles d'Émile Faguet et aux anthologies d'Alphonse Séché (Les muses françaises, 1908) et Jeanine Moulin (La poésie féminine, 1963), qui écrit un article à son sujet pour le centenaire de sa naissance, en 1960. Elle est brièvement citée par Michel Décaudin (La crise des valeurs symbolistes, 1960) et Robert Sabatier (La poésie du XIXe siècle, 1977), qui s'appuient principalement sur son portrait dressé par Remy de Gourmont, dans les nombreux articles qu'il lui a consacrés au Mercure de France. Son image de « poète de la nature » forgée par Remy de Gourmont oriente la plupart des études postérieures, au détriment d'autres aspects de son œuvre. Le succès d'Anna de Noailles, au même moment, a pu participer à éclipser son œuvre. En 2021, il n'existe aucune édition critique des œuvres de Dauguet.
Une rue d'Aillevillers-et-Lyaumont porte son nom.

## Regards sur l'œuvre

### Thèmes

#### Influence fin-de-siècle
Pour Ida Merello, les poèmes de Dauguet ne se bornent pas à la description de sensations de la nature, mais à la quête du moi, souvent évoquée par les poètes fin-de-siècle. Dans À travers le voile (1902), Dauguet envisage le moi comme une chose fragile et variable, et emploie des mots représentatifs de l'influence de Verlaine (incertitude, imprécis, fuyant, fragile). Ses poèmes se rapprochent de ceux d'Anna de Noailles, à la différence que Dauguet, dans ses premières œuvres, n'évoque que rarement la mort ; au contraire, elle prône « l'amour de la vie », comme dans les derniers vers du recueil Par l'Amour (1904) :

« Ne soyons pas celui qui recule et se cache,
Et, d'avance vaincu,
Craint d'aimer, de souffrir, de créer : c'est un lâche,
Il n'aura point vécu ! »

— Que la vie rutilante...
Certains poèmes montrent aussi l'influence de la philosophie et de la littérature fin-de-siècle sur l'autrice, notamment Arthur Schopenhauer et le symbolisme. Elle use d'évocations à des divinités hindoues ou païennes comme Maïa et Pan et à des mythes de la Grèce antique, à laquelle elle emprunte des noms (Ménale, Érymanthe, Cypris), ou des créatures (nymphes, faunes). Selon Ida Merello, les poèmes de Dauguet créent un système philosophique influencé par Schopenhauer, mais aussi la psychologie expérimentale et les théories de Freud,. Sa vision du monde est caractérisée par son panthéisme et plusieurs de ses poèmes évoquent un abandon sensuel à la nature, ou des métaphores érotiques, comme l'Ode à l'amant, : 

« Je louerai ta brutalité,
Le sanglot rauque de ta chair ;
Je louerai ta sève immense
Où l'univers est en puissance. »

— Ode à l'amant

#### «Poète de la nature»
En frontispice des Pastorales, publiées en 1908, Dauguet écrit : « À ta grande ombre, Virgile, je dédie ces chants d'un pâtre et d'un laboureur. » En effet, l'environnement direct de la poétesse, qui grandit « en pleine nature », est un thème central dans son œuvre, qui reflète son attachement à la terre et sa vision panthéiste du monde. Elle donne une large place, dès ses premiers poèmes, à toutes les sensations que lui donne la nature, et à son attraction pour elle. Dans À travers le voile (1902), elle évoque les travaux et le quotidien de la ferme, mais aussi ses méditations et ses vertiges, seule devant le paysage. Les Pastorales donnent une plus grande place à la sensualité et aux sensations physiques, personnifiant la nature comme une amante :

« Tout s'émeut. On entend l'horizon haleter,
La terre sensuelle et lourde palpiter »

Cette personnification se poursuit dans L'Essor victorieux (1911) :

« Comme l'on étreint un amant
Je presse l'ouragan dément
Sur ma poitrine découverte »

Les odeurs, souvent nommées précisément, sont un élément important dans ses descriptions de la nature, et des critiques contemporains décrivent ses poésies comme « odorales ». Sa série de poèmes intitulée Parfums, notamment, suggère toutes les odeurs des champs, auxquelles elle donne un sens métaphysique. Pour Michel Décaudin, ces « images odorales » sont une caractéristique de son « lyrisme de la nature ».
Son image de poétesse de la nature est largement diffusée par les critiques, qui y voient la marque de son authenticité : elle utilise des mots de patois et est décrite comme « une vraie paysanne » (Alphonse Séché), qui « répond admirablement à l'idée que l'on se fait d'un poète de la nature » (Remy de Gourmont). Pour Jean de Gourmont, Dauguet « atteint sa plus parfaite beauté » lorsqu'elle parle sa « langue simple et presque rurale ».

### Style

#### Versification
Dauguet ne se borne ni au vers classique, ni au vers libre, et on trouve dans ses recueils des poèmes en alexandrins comme des poèmes proches de la prose. Son avis sur le vers libre semble évoluer avec le temps : elle répond à Alphonse Séché, pour l'anthologie parue en 1908 : « J'admets le vers libre ; mais le vers régulier soumis à un frein rigoureux en devient plus nerveux et plus éclatant. » Mais pour l'enquête de Filippo Tommaso Marinetti sur le vers libre, publiée en 1909, elle répond que « le vers libre est en esthétique littéraire le dernier effort de l'évolution commencée par le romantisme » et qu'il est relié à la musique, et de fait « souvent mal compris parce qu'il y a très peu d'excellents poètes qui soient d'excellents musiciens ».

#### Symboliste ou naturiste?
Jean de Gourmont souligne l'appartenance de Dauguet au symbolisme, par sa propension à suggérer plus qu'à décrire, qui caractérise ce style poétique. Un de ses poèmes de la série Parfums est dédié à Joris-Karl Huysmans, figure majeure des débuts du symbolisme, et Gourmont note encore les « synesthésies » de Dauguet, qu'il dit venir de l'influence de Huysmans. De son côté, la poétesse associe synesthésie et vers libre, deux héritages du symbolisme. Ses théories ne sont pas sans rappeler les Correspondances de Baudelaire, une autre source d'inspiration des symbolistes. Son premier recueil, À travers le voile, est publié chez Vanier, un des principaux éditeur des décadents et des symbolistes.

Pour Claude d'Aurel, en revanche, Dauguet est la poétesse la plus représentative du naturisme. Michel Décaudin ne fait pas mention du symbolisme, mais considère qu'elle n'est assimilable au naturisme qu'en apparence, soulignant l'absence d'héroïsme et de grandeur dans son œuvre. Elle se rapproche de Francis Jammes, qui exerce une certaine influence sur les poétesses d'alors (Cécile Sauvage, Marguerite Burnat-Provins et Anna de Noailles, que Décaudin considère comme la poétesse la plus proche de Dauguet), mais elle s'en différencie par ses évocations plus sincères de la nature, moins naïves et ironiques, et réfute ce rapprochement. Elle écrit au critique Pierre Quillard, après la parution d'un compte-rendu de Par l'Amour :

« Vous avez prononcé le mot d'imitation à propos de quelques-uns de mes poèmes en les rapprochant des œuvres de Jammes. J'ai lu, de ce délicieux poète que j'admire, deux livres : De l'angélus de l'aube à l'angélus du soir et Le deuil des primevères, mais j'ai les mains nettes et je ne lui dois rien. »

Dauguet semble avoir voulu se détacher de toute influence : À travers le voile et Par l'Amour abondent en dédicaces à des personnalités en vue du milieu littéraire, notamment journalistes et critiques (Jammes, Sully Prudhomme, Henri de Régnier, Émile Faguet, Robert de Montesquiou...), puis L'Essor victorieux n'en contient plus aucune,. Patricia Izquierdo souligne que cette volonté de s'affranchir de toute référence est courante chez les poétesses de l'époque, et particulièrement chez Dauguet. Les critiques actuels notent néanmoins la proximité entre Jammes et Dauguet, qui vivent loin de Paris, ont un mode de vie rustique et partagent un même amour pour la nature et un fort attachement à leurs terres d'origine.

## Œuvres
- La Naissance du Poète, 1897.
- À Travers le Voile, Paris, Vanier, 1902.
- Les Paroles du vent, Paris, Mercure de France, 1904.
- Par l'Amour, Paris, Mercure de France, 1904 (lire en ligne), ouvrage récompensé par le Prix Archon-Despérouses[18].
- Clartés, Paris, Sansot, 1907.
- Les Pastorales, Paris, Sansot, 1908.
- L'Essor victorieux, Paris, Sansot, 1911.
- Ce n'est rien, c'est la vie, 1924.
- Passions, Paris, Messein, 1938 (lire en ligne).

Dauguet publie en outre dans plusieurs périodiques : le Mercure de France (1902-1907), La Plume (1903-1905), La Fronde (1902-1903), L'Ermitage (1905-1906), Poesia (1907-1908), La Lorraine (1904), Vox (1904-1906), Durendal (1905-1908), Le Beffroi (1905-1906), Les Lettres (1902), Journal d'Alsace (1906), La Revue Hebdomadaire (1902-1905), Gil Blas (1908).